# Nandaprayag
Nandaprayag – miasto w północnych Indiach w stanie Uttarakhand, na pogórzu Himalajów Wysokich.
Populacja miasta w 2001 roku wynosiła 1433 mieszkańców.